# Isopogon dubius
Isopogon dubius är en tvåhjärtbladig växtart som först beskrevs av Robert Brown, och fick sitt nu gällande namn av George Claridge Druce. Isopogon dubius ingår i släktet Isopogon och familjen Proteaceae. Inga underarter finns listade i Catalogue of Life.